# Orellana de la Sierra
Orellana de la Sierra és un municipi de la província de Badajoz, a la comunitat autònoma d'Extremadura.